# 李廷渭
李廷渭，山西高安人，清朝政治人物。
鄉試中舉。乾隆四十三年（1778年）至乾隆四十六年（1781年），擔任利川知县。
第十四任利川知县。